# いちご宮崎新富サッカー場
いちご宮崎新富サッカー場（いちごみやざきしんとみサッカーじょう）は、宮崎県児湯郡新富町にあるサッカー専用スタジアム。施設は完成後に寄付を受けた新富町が所有し、株式会社ライチパークが指定管理者として運営管理を行っている。
テゲバジャーロ宮崎の主要株主であった株式会社エモテントが資金を拠出して建設した。
条例上の名称は新富テゲバサッカースタジアム（しんとみテゲバサッカースタジアム）であるが、2024年2月からテゲバジャーロ宮崎の親会社で、宮交シティの出資元であるいちごが命名権を取得し『いちご宮崎新富サッカー場』（略称「いちご」）の名称を用いている（後述）。

## 概要
宮崎市をホームタウンとしていたテゲバジャーロ宮崎（以下「テゲバ」）は、創設当初から定まったホームスタジアムが存在せず、都農町藤見公園陸上競技場（都農町）、ひなた陸上競技場（宮崎市）、宮崎市生目の杜運動公園陸上競技場（宮崎市）、小林総合運動公園市営陸上競技場（小林市）、延岡市西階総合運動公園陸上競技場（延岡市）、串間市運動公園陸上競技場（串間市）といった宮崎県内の複数の陸上競技場兼球技場でホームゲームを開催している状況であった。
一方、宮崎市に隣接する新富町では、まちづくりの一環として防衛省補助事業である「まちづくり支援事業」を活用した地域活性化拠点施設の整備を検討、JR日向新富駅にほど近い新富町三納代（みなしろ）の国道10号沿いにある12.7haの土地に、日帰り入浴施設や新田原基地に関する資料館等を備えた「交流促進館」と、災害時仮設住宅用地を兼ねた「フットボールセンター」の整備計画を策定した。このうち、フットボールセンターについては、4万平方メートルの敷地内にサッカーコート2面とクラブハウスを建設し、プロスポーツクラブの誘致を念頭に置いたものとした。
2018年9月26日、新富町とテゲバは、ホームスタジアム建設にかかる連携協定を締結。新富町が約5億2710万円で用地取得（地域活性化拠点施設全体）を行い、そこにテゲバの主要株主である株式会社エモテントが資金調達をして本体建設工事を発注し、完成後に新富町に寄付するというもので、当初は2020年3月の完成を目指すとしていた。
しかし、資材価格の高騰などもあり入札不調が生じるなど着工が遅れ、最終的に2019年11月にようやく施工業者が大淀開発（都城市）に決まり、改めて2021年完成を目指すこととなった。なお、スタジアム本体の設計も宮崎市に本社を置く建築設計事務所のCOGITEが手掛けた。
2020年1月25日、スタジアムの起工式が執り行われた。順調にいけば2020年10月には完成する予定だったが、新型コロナウイルス感染症 (COVID-19) による経済的影響に伴うテゲバの資金面に関する不安から同年5月に工事を一旦中断、その後工事が再開され、2021年2月15日に開場、3月11日に報道関係者に公開された。また、2020年12月16日付で関係条例が公布され、2021年2月15日から施行された。
2021年3月14日（J3第1節）テゲバvsいわてグルージャ盛岡戦がこけら落としとなり、1,786人が入場した。
2023年12月13日、テゲバジャーロ宮崎の運営会社である、株式会社テゲバジャーロ宮崎の経営権がエモテントから宮交シティに譲渡されたことに伴い、スタジアムの指定管理者である株式会社ライチパークの株式も宮交シティへ譲渡された。
2023年12月22日、2024シーズンより女子サッカーチームであるヴィアマテラス宮崎と当スタジアムを共同利用していく方針であることが発表された。

## 施設概要
天然芝ピッチ（縦105m、横68m）の西側に、地上3階建ての鉄骨構造のスタンドが建設された。スタンドは1層式で、階段状に置かれたプレキャストコンクリート床板の上に座席が設置されている。ピッチ（サイドライン）からスタンド最前列までの距離は7mと近い。屋根はスタンド本体と一体構造で全面に架かるが、スタンド前方まで屋根が届いていない。スタンド1階にロッカールームとシャワールーム等の諸室、ウォーミングアップスペースが整備されている。スタンド両側に2階部分へ上がる階段が設けられており、2階が観客通路になるほか、2階に授乳室や救護室が用意される。座席は木製のベンチシートで、屋根天井、スタンド階段と手すり、2階・3階部分の床材などにもスギを中心にした宮崎県産の木材が使用されている。
両サイドスタンドは芝生席で、バックスタンドには観客席が設けられていない。またビジョンも設置されておらず、試合時におけるスコアや選手名の表示は、メインスタンドから見て右側のバックスタンド手前に、機具を設置し手動で行われている。
開場時には照明設備は備わっていなかったが、J3ライセンスにおいても、2023年度から1500lux以上を充足する照明塔が必須となることから、2022年3月3日にテゲバの二村恵太社長が取材に対し、新富町の補助を受けて2022年中にも照明設備新設工事に着手する意向を明らかにした。その後10月着工、2023年3月完成予定であることが正式発表された。
2023年のJ3（24節まではキックオフ時間確定の公式日程）では7ｰ8月に17時開始の薄暮デーゲーム4試合、18時開始のナイター2試合が予定されている。
2023年4月2日、J3リーグ第5節・愛媛戦終了後に照明点灯式が行われた。本照明は、2022年カタールW杯で使用されたものと同じものが設置されており、その平均照度は約2334luxで、九州内の競技場、専用球技場の中でもトップクラスの明るさとなっている。
J2ライセンス取得に伴うスタジアムの拡張工事に関しては、基本的には拡張を行う方針でいるが、テゲバジャーロ宮崎の経営権を引き継いだいちご株式会社と新富町及び関係各所と協議を行った上で判断されることとなった。

## 命名権
2020年11月17日に公表されたテゲバのJリーグ入会審査結果に関するリリースでは、『テゲバ「明日への勇気」スタジアム』（テゲバ あすへのゆうき スタジアム）の仮称が与えられていたが、同年12月4日、2019年7月から新富町と連携協定を結んでいるユニリーバ・ジャパン・カスタマーマーケティングが命名権を取得し、開場時より「ユニリーバスタジアム新富」（略称：ユニスタ）の名称を用いると発表された。なお、通常は金銭で支払われる命名権の対価であるが、今回の命名権契約はユニリーバが新富町に対し「持続可能なまちづくりや人材育成などで協力する」ことを前提とした連携協定契約の一つに組み込まれている。
2023年12月15日にテゲバジャーロ宮崎の運営会社の株式が株式会社エモテントから宮交シティに譲渡され、その記者会見の中で、当スタジアムのネーミングライツ契約が2024年1月31日に切れること、それに伴い、宮交シティの親会社であるいちご株式会社が新たに命名権を取得する事が公表された。2024年1月13日に行われた、テゲバジャーロ宮崎2024シーズン新体制発表会の場において、スタジアムの名称が「いちご宮崎新富サッカー場（略称：いちご）」へ変更される事が公表された。

## 開催された主なイベント・大会

### サッカー
- テゲバジャーロ宮崎（Jリーグ）ホームゲーム
- ヴィアマテラス宮崎（なでしこリーグ）ホームゲーム
- ミネベアミツミFC（JFL）ホームゲーム（不定期開催）
- 第56回全国中学校サッカー大会決勝
- 天皇杯 JFA 全日本サッカー選手権大会
- 宮崎県サッカー選手権大会
- 全国高等学校サッカー選手権大会宮崎県大会決勝
- 全国高等学校総合体育大会サッカー競技大会宮崎県大会決勝

## アクセス
- JR日豊本線 日向新富駅から徒歩12分[6]
- 東九州自動車道 西都インターチェンジより車で15分[6]、国道10号から300m[2]

## ギャラリー

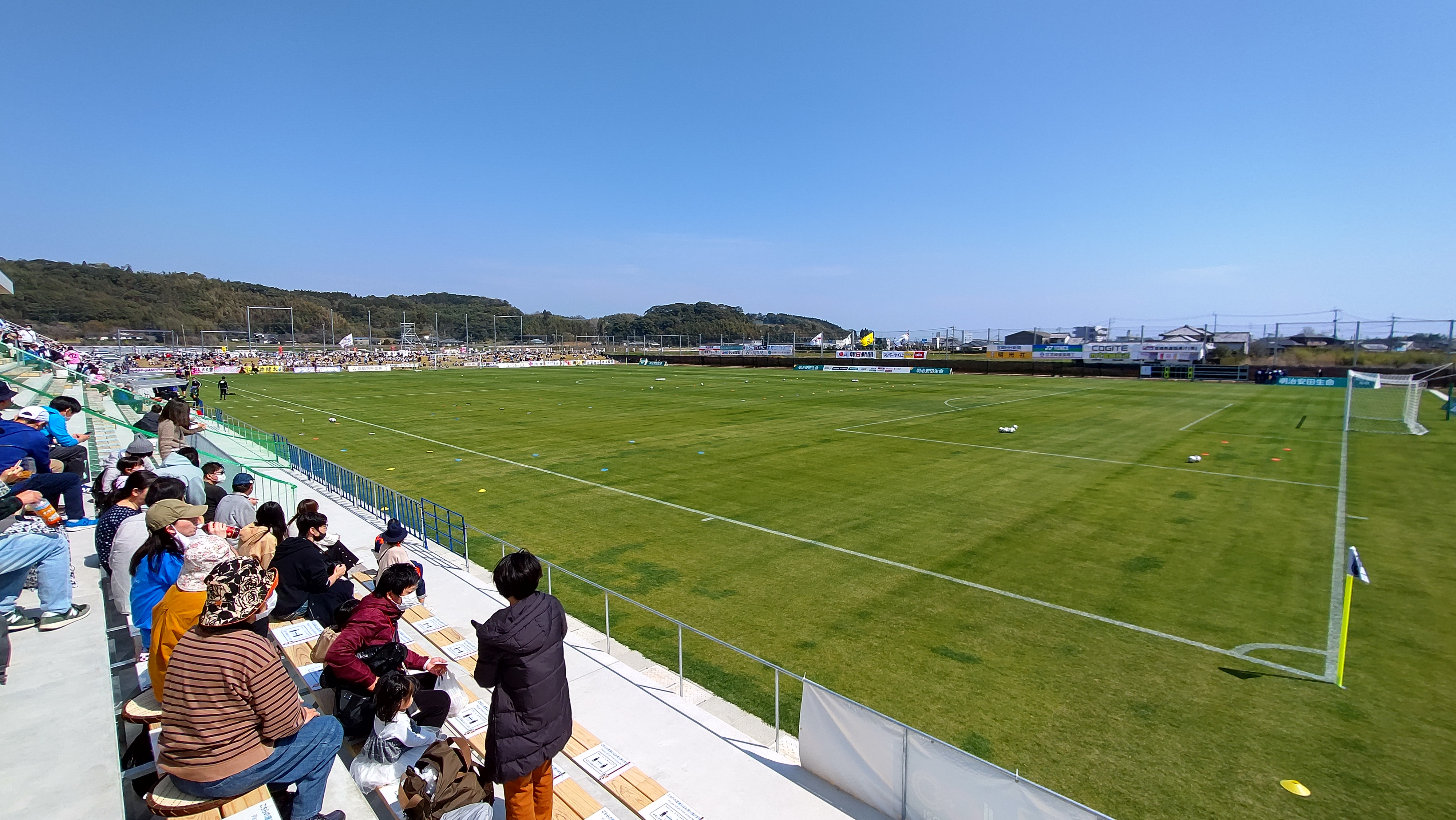
メインスタンドからピッチを見る